# Ignacy Rychlik
Ignacy Rychlik (11. dubna 1856 Wadowice – 1928 nebo 1938) byl rakouský pedagog a politik polské národnosti z Haliče, na počátku 20. století poslanec Říšské rady.

## Biografie
V roce 1874 absolvoval gymnázium ve Wadowicích. Studoval na Jagellonské univerzitě a na Vídeňské univerzitě (na tamním Institutu pro rakouské dějiny). Napsal několik historiografických studií. V letech 1878–1880 pracoval jako zástupce nadučitele na gymnáziu v Rzeszowě. Vyučoval němčinu, zeměpis a dějepis. V období let 1880–1889 působil jako zástupce nadučitele na gymnáziu v Tarnowě. Ve školním roce 1889/1890 coby zástupce nadučitele na reálné škole v Jarosławi. Od roku 1890 byl zástupcem nadučitele, od roku 1891 nadučitelem a od roku 1893 až do roku 1918 profesorem na gymnáziu v Jarosławi. V období let 1906–1921 zastával post ředitele tohoto ústavu. V období let 1896–1921 vykonával funkci předsedy místní školní rady a zároveň člena okresní školní rady. Byl i politicky aktivní. Od roku 1908 do roku 1921 zasedal v obecní radě v Jarosławi a v témže období byl i členem okresního výboru.
Byl také poslancem Říšské rady (celostátního parlamentu Předlitavska), kam usedl ve volbách do Říšské rady roku 1897 za kurii městskou v Haliči, obvod Rzeszów, Jarosław atd. Do parlamentu se vrátil ještě ve volbách do Říšské rady roku 1911, konaných již podle všeobecného a rovného volebního práva. Uspěl za obvod Halič 22. V rejstříku poslanců v období 1897–1901 se uvádí jako Ignaz Rychlik, profesor na c. k. vyšším reálném gymnáziu v Jarosławi, bytem Jarosław.
Ve volbách roku 1897 je uváděn jako oficiální polský kandidát, tedy kandidát parlamentního Polského klubu. I po volbách roku 1911 usedl do Polského klubu. V rámci Polského klubu patřil k demokratické levicové frakci.